# Paco Montesdeoca
Francisco Montesdeoca Alonso más conocido como Paco Montesdeoca (21 de febrero de 1946, Utiaca, Vega de San Mateo, Gran Canaria), es un periodista y presentador español.

## Biografía
Inició su andadura de comunicador en Radio Atlántico en 1962, para pasar después a Televisión Española, primero como reportero y locutor de Telecanarias, después como presentador de Repaso 82 y más tarde como redactor de los Servicios Informativos de TVE en Torrespaña, donde llegó a presentar el Telediario durante unos meses en 1985 y conducir el programa La tarde. 
En 1990 pasó a formar parte del equipo de El tiempo dirigido por José Antonio Maldonado. En 1991, 1994, 1996, 1998, 1999 y 2000 participó en Telepasión, que presentó en 2004 con José Antonio Maldonado. En 1997 presentó también la retransmisión del Sorteo Extraordinario de Navidad con Marisa Abad.
El 31 de agosto de 2007 se retiró tras 45 años de trayectoria profesional
En 2010 leyó el pregón inaugural en el Carnaval de Las Palmas de Gran Canaria, dedicado ese año a los personajes de televisión.